# Camponotus nidulans
Camponotus nidulans é uma espécie de inseto do gênero Camponotus, pertencente à família Formicidae.